# Puntius puntio
Puntius puntio är en fiskart som först beskrevs av Hamilton 1822.  Puntius puntio ingår i släktet Puntius och familjen karpfiskar. Inga underarter finns listade i Catalogue of Life.